# Hubert Wulfranc
Hubert Wulfranc (nascido em 17 de dezembro de 1956) é um político comunista francês que representa o terceiro eleitorado da Seine-Maritime na Assembleia Nacional desde 2017. Ele faz parte do grupo de esquerda democrata e republicana.